# Пайер, Иероним
Иероним Пайер (нем. Hieronymus Payer, фр. Jérôme Payer; 13 февраля 1787, Вена — 17 августа 1845, Вена) — австрийский композитор, дирижёр, пианист и исполнитель на фисгармонии.
Был капельмейстером венских театров Ан дер Вин (1822—1824) и Театра в Йозефштадте (с 1831 г.), в 1825—1831 гг. работал в Париже, в том числе в качестве руководителя Немецкой оперы в сезоне 1830/1831, возглавлял также оперный оркестр в Амстердаме. Автор нескольких опер, значительного числа фортепианных сочинений и аранжировок, а также обработок для военного оркестра. Участник известного коллективного проекта Вариаций на тему Диабелли (1820), к которому исторически восходит знаменитое произведение Людвига ван Бетховена.

## Некоторые известные ученики
- Благетка, Леопольдина